# Sparks (Nevada)
Sparks je město v okrese Washoe County ve státě Nevada ve Spojených státech amerických. Žije zde přibližně 108 tisíc obyvatel. Nachází se východně od Rena, v jeho těsné blízkosti. Pojmenováno bylo podle nevadského guvernéra Johna Sparkse.
Město vzniklo v roce 1904, kdy se zvýšil počet obyvatel místních osad, neboť železniční společnost Southern Pacific Transportation zde vybudovala na své dráze překladiště. Městská samospráva byla zřízena v roce 1905. Sparks bylo až do 50. let 20. století malým městečkem, poté nastal díky ekonomickému vzestupu blízkého Rena, se kterým je úzce propojeno, i jeho rozmach.